# NGC 1096
NGC 1096 é uma galáxia espiral barrada (SBbc) localizada na direcção da constelação de Horologium. Possui uma declinação de -59° 54' 50" e uma ascensão recta de 2 horas, 43 minutos e 49,3 segundos.
A galáxia NGC 1096 foi descoberta em 3 de Outubro de 1836 por John Herschel.